# Laphria apila
Laphria apila är en tvåvingeart som först beskrevs av Stanley Willard Bromley 1951.  Laphria apila ingår i släktet Laphria och familjen rovflugor. Inga underarter finns listade i Catalogue of Life.